# Sigismund von Reitzenstein

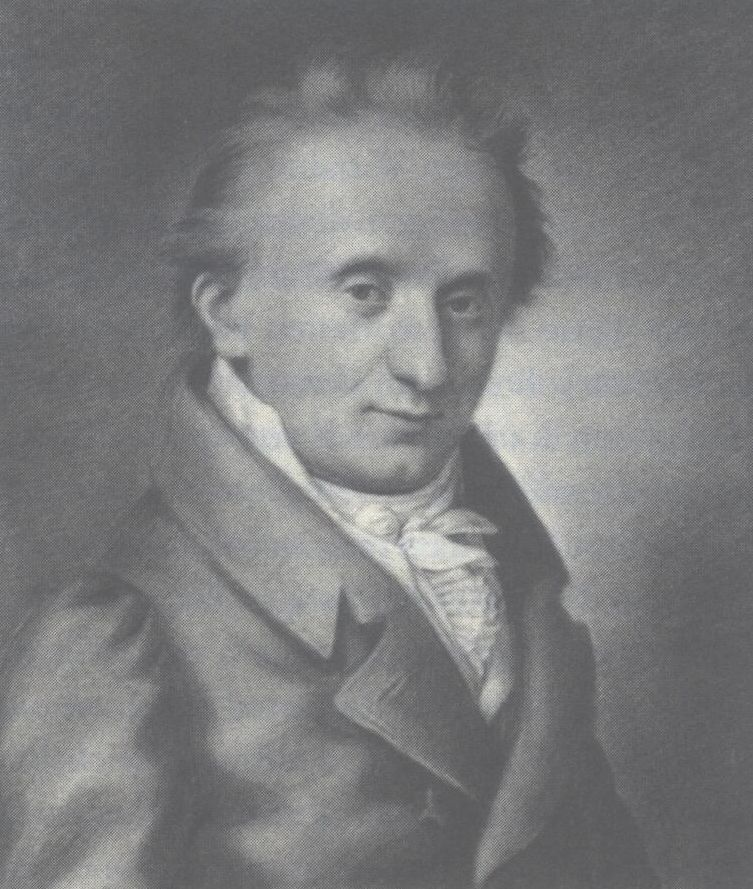
Sigismund von Reitzenstein

Sigismund Karl Johann Freiherr von Reitzenstein (* 3. Februar 1766 in Nemmersdorf; † 5. März 1847 in Karlsruhe) war ein badischer Diplomat und Politiker.

## Leben und Wirken
Reitzenstein stammte aus dem gleichnamigen, ursprünglich fränkischen Adelsgeschlecht von Reitzenstein. Er war das dritte Kind von fünf des Freiherrn Sigmund von Reitzenstein und dessen Frau Auguste. Der Vater stand in den Diensten des Markgrafen von Bayreuth. Nach dem Tod des Vaters 1770 standen die Kinder unter Vormundschaft von Verwandten und wurden von Hauslehrern erzogen.
Reitzenstein begann mit fünfzehn Jahren ein Studium der Rechtswissenschaft in Erlangen. Er wechselte 1783 an die im 18. Jahrhundert als besonders fortschrittlich geltende Universität Göttingen. Nach dem Studium begann er eine Beamtenlaufbahn. Zunächst arbeitete er als Sekretär für den Minister Friedrich Karl von Seckendorff. Dieser vertrat den Markgrafen Karl Alexander von Brandenburg-Ansbach in dessen Bayreuther Besitzungen. Anschließend trat er 1788 in den badischen Staatsdienst ein. Karl Friedrich von Baden ernannte ihn zum Hofrat im Hofratskollegium und 1790 zum Kammerherren. Danach war Reitzenstein Landvogt des Oberamts Rötteln mit Sitz in Lörrach. Im Jahr 1793 heiratete er.
Im Jahr 1796 handelte Reitzenstein in Paris einen Separatfrieden Badens mit der französischen Republik aus. Im August 1798 wurde er zum Gesandten Badens in Frankreich ernannt, bis zum Juni 1803 übte er das Amt in Paris aus. In den folgenden Jahren, als es zunächst nur darum ging, Baden als Staat zu erhalten, plädierte Reitzenstein für eine feste Bindung an Frankreich. Den Versuch, zwischen Frankreich und Österreich zu lavieren, lehnte er ab. Durch die dabei geknüpften Verbindungen konnte er in der Reichsdeputation 1803 die Vervielfachung des Territoriums Badens sowie die Übertragung der Kurwürde der Pfalz auf Baden erreichen. Die Hauptaufgabe der kommenden Jahre beschrieb er 1803, in den Wochen seines Abschieds als badischer Gesandter in Paris, deutlich: „einem zwar um das Doppelte vermehrten, aber aus einer Menge heterogener Bestandteile zusammengesetzten Lande eine durchaus neue Gestalt zu geben.“ Reitzenstein in gleicher Sache per Brief im Juni 1803 an Ludwig von Baden: „Der Plan und der Wille ist noch immer derselbe, die am gänzlichen Zusammenhang des Landes fehlenden Lücken aufzufüllen. Die [...] auf eine hannöverische Teilung gemacht werdenden Speculationen auf der einen Seite, und die Möglichkeit eines [...] Continentalkrieges auf der anderen bieten mannichfache Combinationen zur Realisierung jenes Planes dar“. Dabei setzte er bereits in dieser Zeit darauf, sich gegenüber den Prinzipien der Französischen Revolution zu öffnen.
1803 zwangen ihn die Folgen einer Typhuserkrankung, sich vorübergehend aus der Politik zurückzuziehen. Nach seiner Rückkehr aus Frankreich stand Reitzenstein zunächst innenpolitisch im Schatten des eher konservativen Johann Nicolaus Friedrich Brauer, wirkte aber auf Bitte des Kurfürsten Karl Friedrich von Baden vom Herbst 1805 bis Herbst 1806 als Kabinettsminister in der badischen Regierung. Während dieser Zeit kehrte er 1806 nochmals nach Paris zurück, um über die geplante Verheiratung von Napoleons Adoptivtochter Stéphanie de Beauharnais mit Karl Ludwig Friedrich von Baden zu verhandeln. In den folgenden Jahren ab Herbst 1806 war Reitzenstein vor allem mit der Reorganisation und Reform der Universität Heidelberg beschäftigt. Dabei widersetzte er sich dort wie auch später bei der Universität Freiburg im Breisgau zu direkten Staatseingriffen, die die Selbstverwaltung der Universitäten ernsthaft in Frage stellte. Vorbild für die Reform war die Universität Göttingen, die Reitzenstein von seinem früheren Studium her kannte. Reitzenstein richtete in Heidelberg ein philologisches und ein damit verbundenes pädagogisches Seminar ein.
Von 1809 bis 1810 war Reitzenstein erneut Staats- und Kabinettsminister. In diesem Amt trug er maßgeblich zur Vereinheitlichung und Neugliederung des aus verschiedenen, früher selbstständigen Herrschaftsgebieten zusammengewürfelten Landes nach französischem Vorbild bei. Insbesondere zielte er darauf ab, die alten ständischen Einflüsse eines „bigotten, ohnwissenden, herrschsüchtigen und eigennützigen“ Klerus und einen „ohnkultivierten, den Mangel an Aufklärung durch Stolz ersetzenden“ Adel sowie den städtischen Aristokratismus zu bekämpfen. Er war davon überzeugt, dass der Wandel nur durch ein, wenn nötig, auch hartes Vorgehen des Staates möglich sei. Dies ging so weit, dass die Presse monopolisiert wurde und oppositionelle Zeitungen verboten wurden. Reitzenstein wurde zum eigentlichen Gründer des modernen badischen Staates. Trotz seiner grundsätzlich positiven Haltung gegenüber Frankreich intrigierte der französische Botschafter gegen Reitzenstein. Dies führte 1810 zum Ende seiner Regierung.
1813 trug Reitzenstein dazu bei, Baden in die Allianz gegen Napoleon zu führen. 1817 war er unter Großherzog Karl erneut Regierungschef und maßgeblich daran beteiligt, eine relativ freiheitliche und moderne Verfassung zu verabschieden. Diese trat am 22. August 1818 in Kraft.
Von 1832 bis 1842 war Reitzenstein nochmals Staatsminister. In diesem Amt bekämpfte er die liberalen, demokratischen und nationalen Bestrebungen dieser Zeit. Nach seinem Tod wurde er zwar mit einem Staatsbegräbnis geehrt, geriet aber später weitgehend in Vergessenheit. Sein Grabstein steht in der Gruftenhalle des Alten Friedhofs in Karlsruhe.

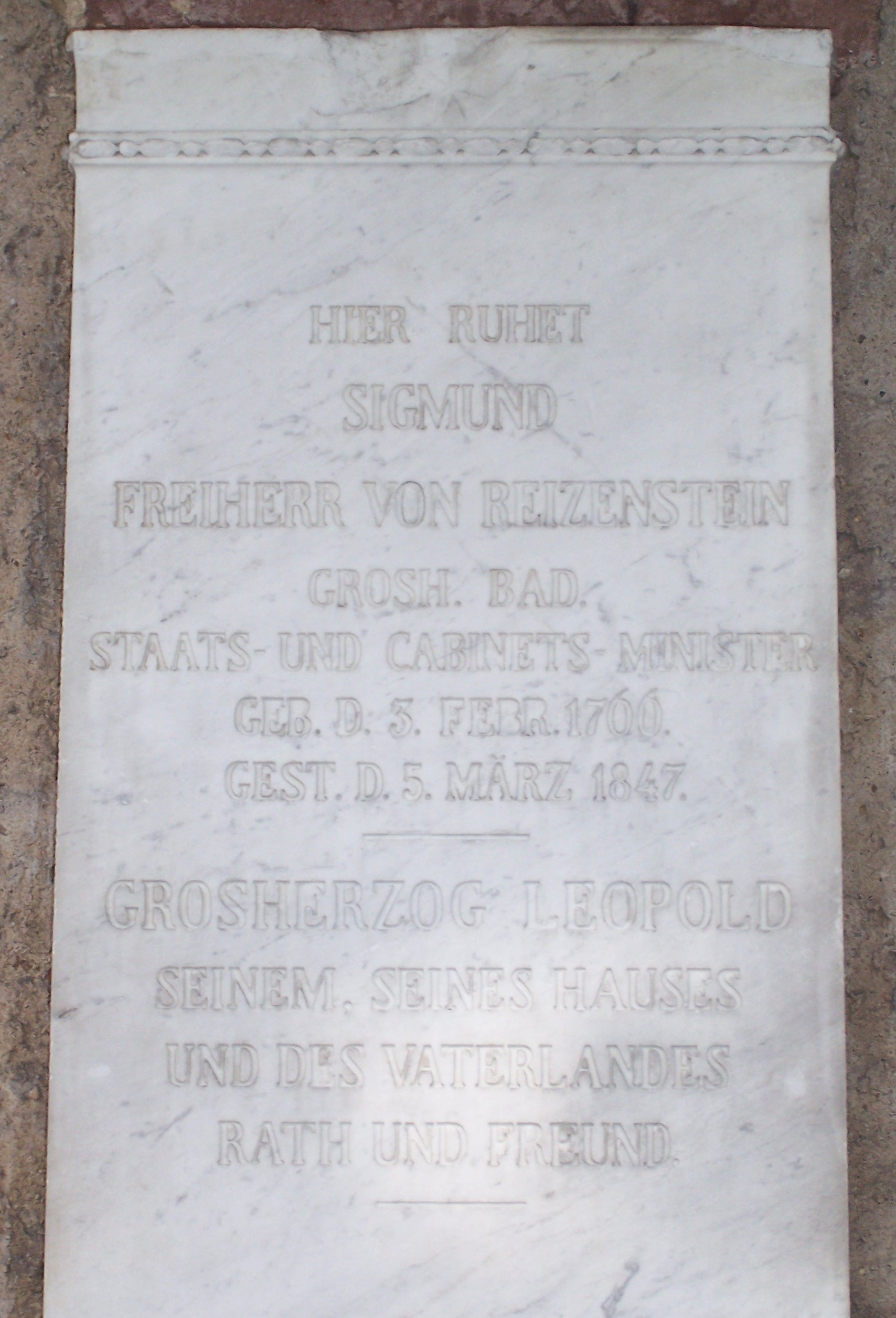
Grabplatte in der Gruftenhalle in Karlsruhe

## Ehrungen
- 1802: Großkreuz des badischen Hausordens der Treue[8]
- 1815: Großkreuz des Zähringer Löwen-Ordens[9]